# Vicente López y Planes
Vincente López, född 3 maj 1785 i Buenos Aires, död 10 oktober 1856, var en argentinsk författare, jurist och politiker, var Argentinas interimspresident mellan 7 juli och 18 augusti 1827. Han skrev även texten till Argentinas nationalsång som antogs som nationalsång 11 maj 1813.